# Alkalický živec

Alkalické živce tvořící levou část ternárního diagramu

Alkalické živce jsou minerály skupiny živce, které mají ve své struktuře převážně některý z kationtů Na, K. 
Do této skupiny patří následující minerály (seřazeny podle vzrůstajícího obsahu draslíku): albit, anortoklas, sanidin, mikroklin a ortoklas. Albit je do této skupiny zařazen pouze na základě chemického složení, protože podle mineralogického členění patří mezi plagioklasy. Draselné a sodné živce nejsou v tavenině dokonale mísitelné za nízkých teplot, ke vzniku alkalických živců proto dochází pouze při vyšších teplotách.
Přesné určení chemického složení minerálu v terénu není možné, zjišťuje se proto v laboratorních podmínkách.